# Chiloglanis congicus
Chiloglanis congicus är en fiskart som beskrevs av George Albert Boulenger 1920. Chiloglanis congicus ingår i släktet Chiloglanis och familjen Mochokidae. IUCN kategoriserar arten globalt som livskraftig. Inga underarter finns listade i Catalogue of Life.